# Vrčak
Vrčak, pseudonimo di Rade Vrčakovski (in macedone Раде Врчаковски?; Strumica, 17 novembre 1980), è un cantante e rapper macedone, rappresentante della Macedonia del Nord all'Eurovision Song Contest 2008 con il brano Let Me Love You, in collaborazione con Tamara Todevska e Adrian Gaxha.

## Biografia
Vrčak ha pubblicato il suo album di debutto Kako da pobegnam od sè... nel 1999. Nel 2001 ha partecipato al Mekfest cantando Den po den in duetto con Andrijana Janevska e classificandosi 3º; ha partecipato nuovamente al festival nel 2006 duettando con Tamara Todevska in Sedmo nebo e portando a casa il primo premio. Nello stesso anno ha scritto Ninanajna di Elena Risteska, canzone che ha rappresentato la Macedonia all'Eurovision Song Contest 2006.
Il 23 febbraio 2008 ha partecipato, insieme a Tamara Todevska e ad Adrian Gaxha, allo Skopje Fest, quell'anno utilizzato anche come selezione del rappresentante eurovisivo macedone. La loro canzone Izgubena vo noḱta ha vinto sia il voto della giuria che il televoto. Nella seconda semifinale dell'Eurovision Song Contest 2008, che si è tenuta il successivo 22 maggio a Belgrado, il trio ha cantato una versione in lingua inglese della canzone presentata allo Skopje Fest intitolata Let Me Love You, piazzandosi al 10º posto su 19 partecipanti con 64 punti totalizzati; nonostante di norma i primi dieci classificati in semifinale procedano verso la finale, una regola introdotta nel 2008 stabiliva che il decimo qualificato sarebbe stato scelto da una giuria, la quale ha preferito far passare in finale la canzone svedese, che si era classificata 12ª nel televoto. L'esibizione macedone è stata la più televotata della serata in Croazia e Serbia.

## Discografia

### Album in studio
- 1999 – Kako da pobegnam od sè...
- 2006 – Vo tvoeto srce
- 2009 – Sedmo nebo

### Singoli
- 2008 – Let Me Love You (con Tamara Todevska e Adrian Gaxha)